# 空想天国
『空想天国』（くうそうてんごく）は、1968年に制作された谷啓主演作品。クレージーキャッツ主演の「作戦シリーズ」番外編的作品。クレージーのメンバーからは、ハナ肇と桜井センリが出演している。同時上映は『連合艦隊司令長官 山本五十六』。

## 概要
主演の谷啓が尊敬し、また芸名の由来でもあるアメリカのボードビリアン、ダニー・ケイの映画『虹を掴む男』を下敷きにした、夢見る純情男を巡るドタバタを描いたファンタジックな作品。酒井和歌子がマドンナとして登場し、主人公のライバル役で宝田明も出演している。さらに当時、劇団木馬座のケロヨンに類似したキャラクター・ガマラも、主人公の相棒的存在として登場している。

## ストーリー
気弱なサラリーマン田丸圭太郎は空想が大好き。空想の中では大活躍し素敵な女性と結ばれても、現実では失敗ばかり。そのせいでとうとう社員から守衛に格下げされてしまう。ある夜、田丸と守衛長は会社に侵入した謎の集団に襲われ、守衛長は重傷を負って入院してしまう。ところがそこで空想の中にいつも現れるあの素敵な女性と出会う。彼女は守衛長の娘、山村宏子だった。喜ぶ田丸だが、その後ちょっとしたことから田丸は警察から会社に侵入した集団の仲間ではないかと疑われ、逮捕されてしまう。留置所から脱走した田丸は、例の集団にさらわれた宏子を救うために立ち上がる。

## キャスト
- 田丸圭太郎[2] / ガマラの声：谷啓
- 山村宏子[2]：酒井和歌子
- 前野孝[2]：宝田明
- 刑事[2]：ハナ肇、桜井センリ
- ガマラ：奈加英夫
- 秋山美智子[2]：北あけみ
- 田丸久子[2]（圭太郎の母）：京塚昌子
- 山水建設社長[2]：藤田まこと
- 民子（社長令嬢）：豊浦美子
- 近藤設計部長[2]：藤岡琢也
- 黒田[2]：藤木悠
- 黒田の部下：権藤幸彦、田中浩、木村博人
- 産業スパイのボス：平田昭彦
- 産業スパイ：荒木保夫、越後憲、ハンス・ホルネフ
- 山村守衛長（宏子の父）：佐田豊
- 看守：小松政夫
- パトカーの警官：中山豊
- 剣道場の男：関田裕
- マラソン選手：頭師孝雄
- 洋装店店員：矢野間啓二
- 芸者：西岡慶子、中川さかゆ、矢野陽子
- 運転手：沢村いき雄
- 病院の看護婦：田辺和佳子
- 賊：奈加英夫とウルトラ・スリー
- ラジオのアナウンサー：池谷三郎（声のみの出演）
- 内山みどり
- サッカー場の観客：緒方燐作、勝本圭一郎、記平佳枝、吉頂寺晃

## スタッフ
- 製作：渡辺晋
- 監督：松森健
- 脚本：田波靖男
- 撮影：西垣六郎
- 録音：矢野口文雄
- 照明：西川鶴三
- 整音：下永尚
- 音楽：萩原哲晶
- 美術：本多好文
- 殺陣：宇仁貫三 ノンクレジット
- 監督助手：田中寿一
- 編集：武田うめ
- 製作担当：橋本利明

## 主題歌
- 『夢が夢がこぼれる』
  - 作詞：田波靖男、作曲：萩原哲晶、歌：谷啓

## エピソード
- 本作は、1966年に制作・公開された、坪島孝監督による谷啓主演作『クレージーだよ奇想天外』の延長線上にある作品だが、『クレージーメキシコ大作戦』の制作終了後、自らの意志でクレージー映画（および傍系作品）の演出から一時距離を置いていた坪島監督[7]に代わり、TV『青春とはなんだ』などで知られる松森健がメガホンをとっている。
- 劇中、谷啓演じる主人公の田丸が仕事で訪れる地方都市の“海東市”という地名は、本作の公開当時オンエアされていた、東宝制作の青春ドラマシリーズの第3作『でっかい青春』の舞台と同一である。ただし、本作を監督した松森が青春ドラマシリーズに関わっていたのは、シリーズ第1作の『青春とはなんだ』とその次作の『これが青春だ』までで、『でっかい青春』の演出には参加していない（脚本の田波靖男も『青春とはなんだ』『これが青春だ』などの脚本を執筆している）。ちなみに本作には、田丸に（ドレスだけではなく、それを着ている）マネキン人形ごと売ってくれと懇願される洋装店の店員役で、『青春とはなんだ』『これが青春だ』に生徒役でレギュラー出演していた矢野間啓二がワンシーン出演しているほか、『青春とはなんだ』に女生徒役でレギュラー出演していた豊浦美子も、田丸の勤務先の社長令嬢役で出演。平田昭彦、藤木悠らも『青春とはなんだ』のレギュラー・準レギュラー出演者である（藤木は『これが青春だ』にもレギュラー出演）。
- 酒井和歌子はこの後、東宝クレージー映画の最終作となった『日本一のショック男』でヒロインを演じた。また宝田明は、本作が東宝クレージー映画および傍系作品への唯一の出演となった[4]。